# Ulrich Franzen

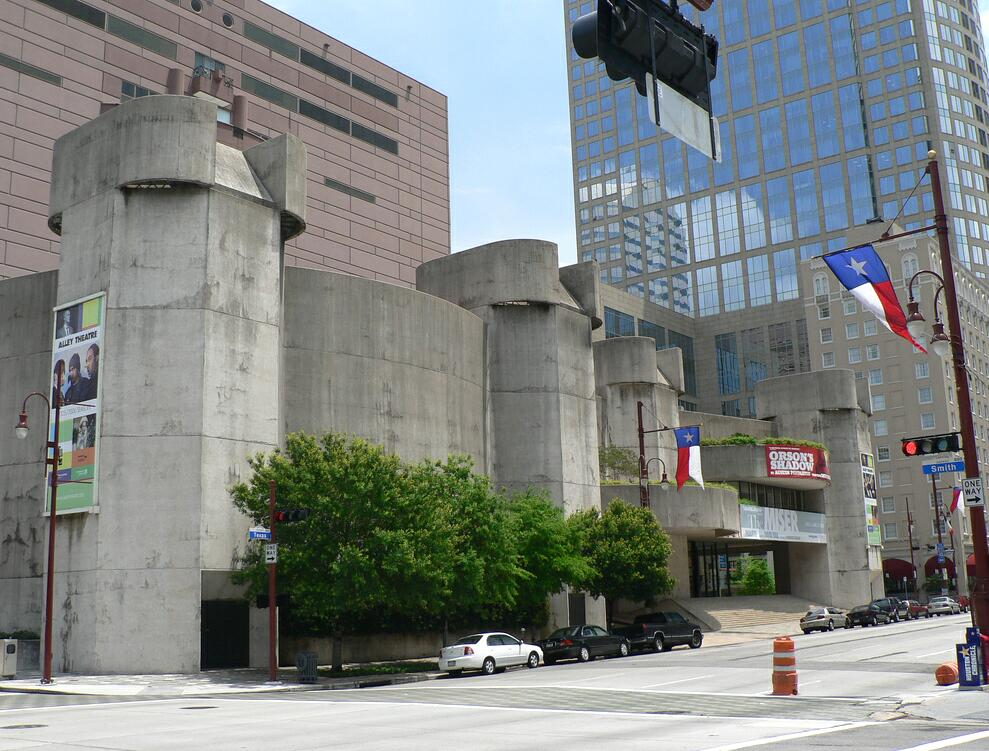
Alley Theatre (1968)

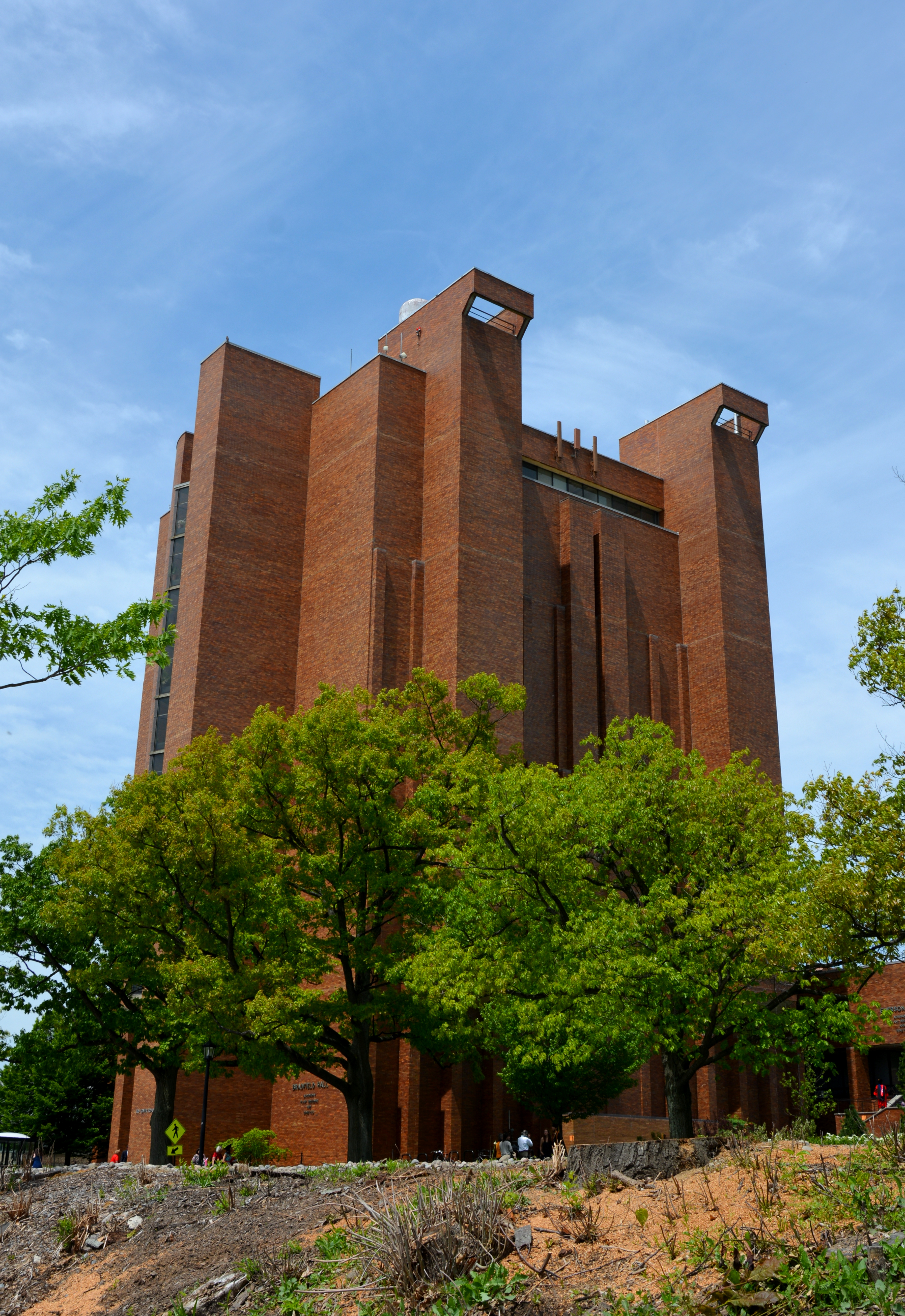
Bradfield Hall (1969)

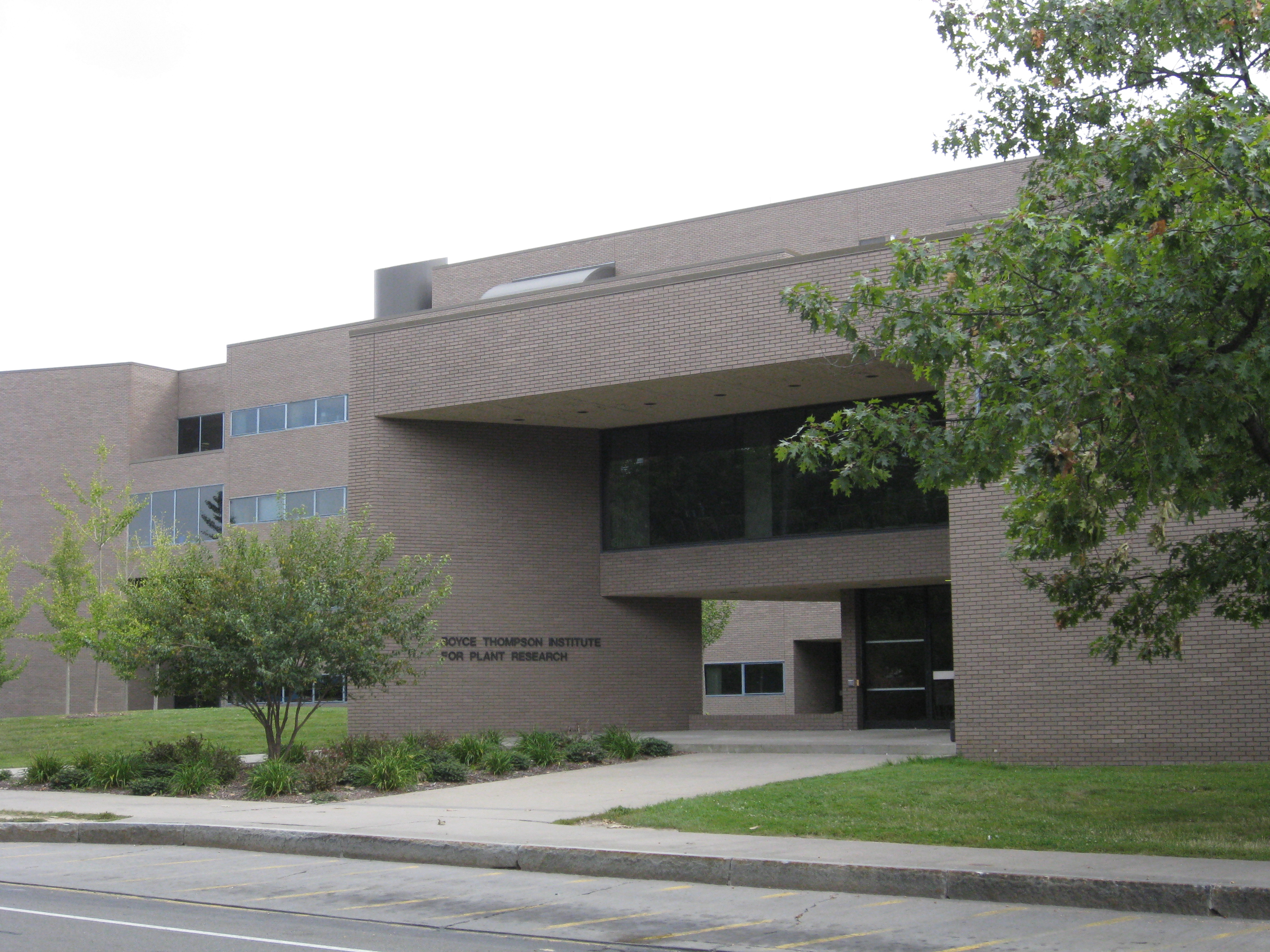
Boyce Thompson Institute (1982)

Ulrich Franzen (* 15. Januar 1921 in Düsseldorf; † 6. Oktober 2012 in Santa Fe, New Mexico) war ein US-amerikanischer Architekt deutscher Herkunft.

## Leben
Ulrich Franzen wanderte 1936 in die Vereinigten Staaten aus. Franzen studierte am Williams College (Abschluss 1942) und bei Marcel Breuer und Walter Gropius an der Harvard Graduate School of Design, wo er 1948 einen Master in Architektur erhielt. Anschließend arbeitete Franzen zunächst für I. M. Pei, bevor er in New York City sein eigenes Büro gründete, Ulrich Franzen and Associates. Mit Auftragsarbeiten für Bildungsprojekte, Firmen und Wohnbauten machte er sich einen Namen. Franzens Werk ist charakterisiert durch Bezug zum sozialen Umfeld und seine ausdrucksstarke Formensprache; Franzen selbst sagte, „Architektur ist Dienerin ihrer Zeit, und bedeutende Entwürfe sind Experimente einer Ära. Die Gebäude, die entworfen werden, sind Fußabdrücke unserer eigenen sozio-kulturellen Geschichte, spiegeln Vorstellungen und Anliegen eines Zeitalters wider, nicht eines Individuums.“
Franzen war Gastprofessor an Universitäten wie Harvard, Yale und Columbia. Er ist Fellow des American Institute of Architects (AIA).

## Bauten und Entwürfe (Auswahl)
- 1956: Franzen House, Rye, New York
- 1957: Shavaun and Henry Towers Residence, Essex, Connecticut[3]
- 1958: Beattie House, Rye, New York
- 1959: Weissman House, Rye, New York
- 1963: Bernstein House, Great Neck, New York
- 1963: Dana House, New Canaan, Connecticut
- 1963: Towers House, Essex, Connecticut
- 1963: Whiting Press Factory, Pleasantville, New York
- 1964: Castle House, New London, Connecticut
- 1965: Bloedel Guest House, Williamstown, Massachusetts
- 1965: Buttenweiser House, Mamaroneck, New York
- 1968–1970: Paraphernalia Store, Lexington Avenue, New York City, New York
- 1968: Agronomy Building, Ithaca, New York
- 1968: Alley Theatre, Houston, Texas
- 1969: Bradfield Hall auf dem Campus der Cornell University in Ithaca, New York
- 1969–1972: University of New Hampshire, Durham, New Hampshire
- 1969–1972: Harpers Ferry Center, West Virginia
- 1969: The Cooper Union, New York City, New York (Entwurf)
- 1970: First Unitarian Church, Richmond, Virginia
- 1974–1975: Franzen Penthouse, New York City, New York
- 1974–1978: Harlem School of The Arts, New York City, New York
- 1974: First City National Bank, Binghamton, New York
- 1974: Multi-Cat Research Tower der Cornell University, Ithaca, New York
- 1974: The Evolving City (Entwurf)
- 1975–1984: Hunter College, New York City, New York
- 1978: Franzen House, Bridgehampton, New York[4]
- 1978: Krauss House, Old Westbury, New York
- 1980–1981: University Center der University of Michigan, Flint, Michigan
- 1980–1982: Miller Brewing Visitors Centers (Entwurf)
- 1981: Boyce Thompson Institute, Ithaca, New York
- 1983: Champion International, Stamford, Connecticut
- 1984: Philip Morris Headquarters, New York City, New York
- 1985: Glimcher House, Long Island, New York
- 1994: Morris House, Greenwich, Connecticut

## Preise und Auszeichnungen
- Arnold Brunner Prize des National Institute of Arts and Letters
- Louis Sullivan Award des New York Chapter des AIA
- Thomas Jefferson Award der University of Virginia
- Ehrendoktorwürde des Williams College.